# Magas (Sohn des Ptolemaios III.)
Magas (altgriechisch Μάγας Mágas; * um 240 v. Chr.; † um 222/221 v. Chr.) war ein Prinz der hellenistischen Ptolemäerdynastie in Ägypten. 
Magas war einer der jüngeren Söhne des Königs Ptolemaios III.  und der Berenike II.; benannt wurde er nach seinem Großvater mütterlicherseits, Magas von Kyrene. Nach dem Tod des Seleukos III. 223 v. Chr. hatte er eine Mission nach Kleinasien angeführt. Kurz nach dem Machtantritt seines Bruders Ptolemaios IV. 222 v. Chr. wurde Magas mit seiner Mutter und seinem Onkel Lysimachos von dem Hofminister Sosibios ermordet. Die Tat geschah offenbar im Einvernehmen Ptolemaios IV., da Magas über eine große Popularität im Heer verfügte.